# Poomipat Kantanet
Poomipat Kantanet (thailändisch ภูมิพัฒน์ กันทะเนตร, * 3. August 1997), auch als Ta bekannt, ist ein thailändischer Fußballspieler.

## Karriere
Poomipat Kantanet spielte bis 2018 beim North Bangkok University FC. Der Verein aus der thailändischen Hauptstadt Bangkok spielte in der vierten Liga, der Thai League 4. Hier trat er mit den Verein in der Bangkok Metropolitan Region an. 2019 wechselte er zum Erstligisten Chainat Hornbill FC. Für den Club aus Chainat absolvierte er in der Saison 2019 zwanzig Spiele in der ersten Liga. Am Ende der Saison musste er mit dem Verein den Weg in die Zweitklassigkeit antreten. Nach insgesamt 108 Ligaspielen für Chainat wechselte er im Juli 2023 nach Trat zum Erstligaaufsteiger Trat FC. Nach neun Erstligaspielen wechselte er Anfang Januar 2024 nach Nakhon Si Thammarat zum Zweitligisten Nakhon Si United FC. Die Saison 2023/24 wurde er mit dem Verein Tabellenfünfter und qualifizierte sich somit für die Aufstiegsspiele zur ersten Liga. Hier konnte man sich jedoch nicht gegen den Rayong FC durchsetzen und verblieb in der zweiten Liga. Nach insgesamt 39 Ligaspielen, in denen er zwei Treffer erzielte, wechselte er im Juli 2025 zum Erstligaabsteiger Nakhon Pathom United FC.